# Nati nel 2002
| Questa pagina contiene informazioni ricavate automaticamente dalle voci biografiche con l'ausilio del template Bio e di un bot. L'aggiornamento è periodico e automatico e ricostruisce completamente la pagina. Se manca una persona in questa lista, sei pregato di non aggiungerla, ma accertati piuttosto che la sua voce biografica contenga il template Bio e che i dati anagrafici siano correttamente compilati. Se il template Bio manca, inseriscilo tu stesso o, in alternativa, metti l'avviso {{tmp\|Bio}} che ne segnala la mancanza. Se i dati riportati sono sbagliati, correggi direttamente la voce biografica; le modifiche saranno visibili in questa lista entro pochi giorni. Per chiarimenti vedi il progetto biografie. La lista contiene solo le 2.486 persone che sono citate nell'enciclopedia e per le quali è stato implementato correttamente il template Bio. Pagina aggiornata al 18 ago 2025. |

## Senza giorno specificato(15)
- Léo Cremades, giocatore di football americano francese
- Alexandro Haininga, lottatore namibiano
- Rima bint Hamad Al Khalifa, nobildonna bahreinita
- Tiia Jansen, giocatrice di football americano finlandese
- Hana-Rawhiti Maipi-Clarke, politica neozelandese
- Nadia Melliti, attrice francese
- Chloe Misseldine, danzatrice statunitense
- Iman Mohammadi, lottatore iraniano
- Francesca Pellegrini, ex ginnasta italiana
- Victor Polster, attore e ballerino belga
- Flora Thiemann, attrice tedesca
- Santtu Vehkomäki, giocatore di football americano finlandese
- Yuri Völsch, attore tedesco
- Helen Wicht, giocatrice di football americano finlandese
- Emil von Schönfels, attore tedesco